# 42-Linien-Belagerungsgeschütz M1877
Das 42-Linien-Belagerungsgeschütz M1877 (russisch 42-линейная корпусная и осадная пушка образца 1877 года) war ein Belagerungsgeschütz des Kaiserlich Russischen Heeres. Es wurde im Russisch-Japanischen Krieg, Ersten Weltkrieg, Finnischen Bürgerkrieg und im Russischen Bürgerkrieg verwendet.

## Entwicklung
Im Jahr 1880 wurde von Vertretern der Firma Krupp einer Gruppe zaristischer Offiziere je ein modernes Geschütz im Kaliber 105-mm und 120-mm vorgeführt. Die „9-Pfünder“ (105-mm) fand hierbei mehr Zustimmung, doch sollte sie auf 107 mm abgeändert werden. Und damit als traditionelles Kaliber von 42 Linien zum Einsatz kommen.

### Namensgebung
Unter Zar Peter dem Großen war in Russland das diuym als dem englischen Zoll entsprechendes Maß eingeführt worden. Ursprünglich aus der Botanik stammend, entsprach eine Linie in der Waffentechnik 0,1 Zoll. Der langwirkende Einfluss der russischen und deutschen Rüstungsindustrie auf die weltweite Waffentechnik ist an den Kalibern 7,62-mm (3-Linien) und 12,7-mm (5-Linien) noch heute zu erkennen. Eine russische Linie/линия, linija, entspricht 2,54 mm es gab allerdings im 19. Jahrhundert auch andere regionale Normen für dieses Maß. Die Bezeichnung Linien erfolgte im Übergang von der Bezeichnung eines Geschützes entsprechend des Geschossgewicht auf eine den Innendurchmesser des Rohres im metrischen System bezeichnende Benennung, das Kaliber.
Weiterhin erhielt das Geschütz eine Kennzeichnung als Modell 1877 (M1877), obwohl es erst 1880 vorgestellt wurde, hierbei wurde auf die Einführung einer technischen Neuerung abgestellt, das Drall-System, welches Krupp im Jahre 1877 für diesen Geschütztyp entwickelt hatte.
Das 42-Linien-Belagerungsgeschütz M1877 kann aufgrund der Sprachbarriere zum Kyrillischen und gelegentlicher Fehler in der Literatur schnell mit dem 42-Linien-Feldgeschütz M1877, das als Feldgeschütz ein geringeres Gewicht, aber auch geringere Feuerkraft und Reichweite hatte, verwechselt werden. Fotografische Abbildungen zeigen die Unterschiede beider Waffen, welche bei der Verwendung von vereinfachten Bezeichnungen, wie „42-Linien-Kanone“, aus der Literatur nicht immer eindeutig hervorgehen. So zeigt der renommierte Autor Franz Kosar eine Abbildung des Belagerungsgeschütz und bezeichnet die Waffe als Feldkanone.

## Produktion
Das Geschütz wurde bis 1903 im Obuchow-Arsenal in Russland produziert.

## Beschreibung

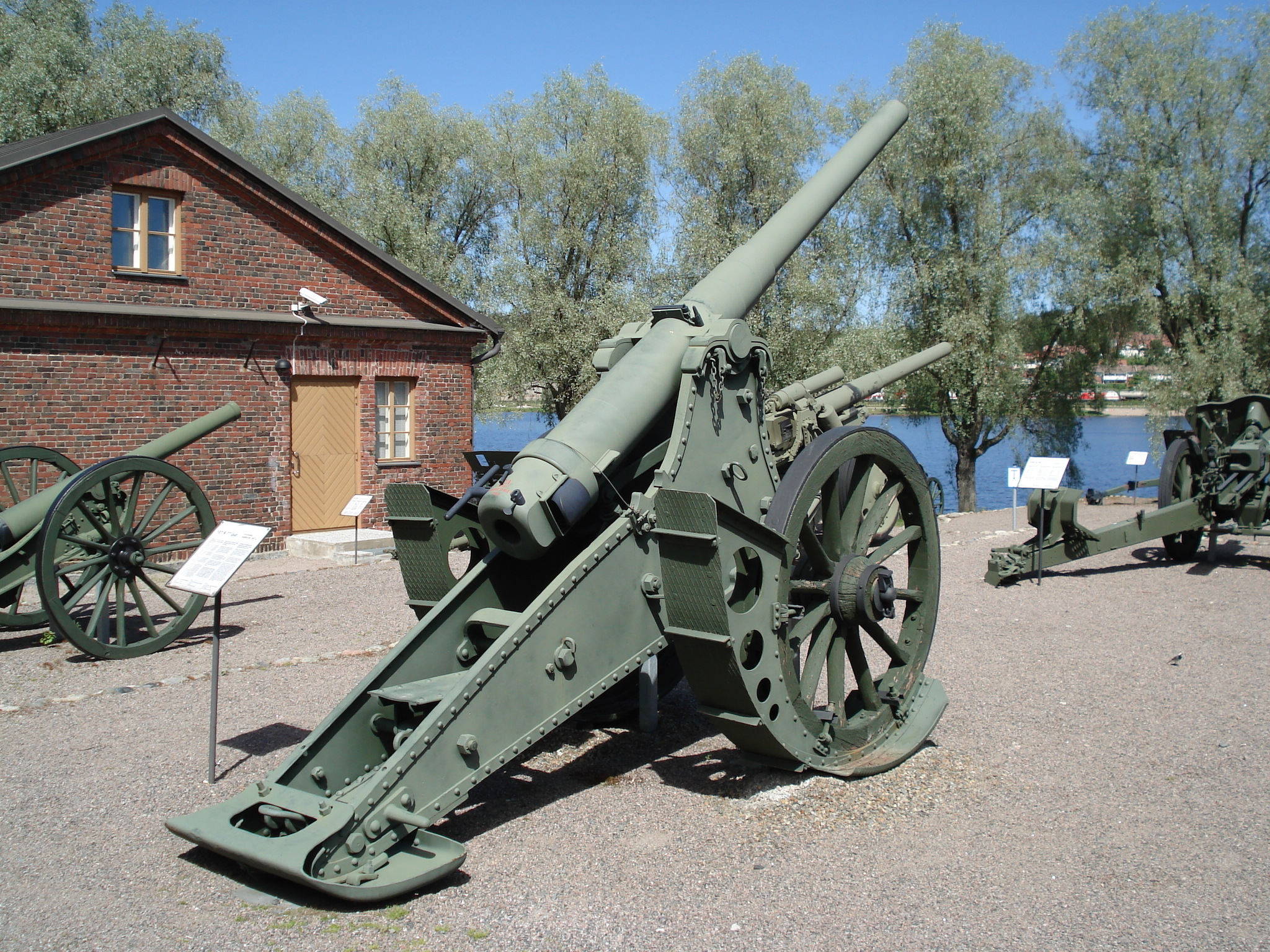
Nachgerüstetes finnisches Geschütz im Artilleriemuseum Hämeenlinna

Das 42-Linien-Geschütz hatte einen Krupp-typischen, horizontal beweglichen robusten Keilblockverschluss. Es konnte 15,6 kg schwere hochexplosive (HE) oder Schrapnellgranaten bei einer Erhöhung des Rohres auf 40° auf eine Entfernung von bis zu 9600 Metern verschießen. Die Mündungsgeschwindigkeit betrug 543 m/s.
Eine massive schwere Unterlafette war erforderlich um die Rückstoßkräfte beim Schuss aufzunehmen. Hierbei rollte das Geschütz üblicherweise nach dem Schuss rückwärts auf Rampen,  um anschließend wieder in die ursprüngliche Feuerposition vorzurollen. Bei der Einführung dieses Geschütz gab es noch keine anderen technischen Lösungen. In der Abbildung zu Beginn des Absatz oben ist eine in Finnland montierte Vorrichtung an den Rädern zu erkennen, die dazu dienen soll trotz des Effekt des Rückstoß möglichst gleichbleibende Treffpunktlagen zu erzielen.

## Einsatz

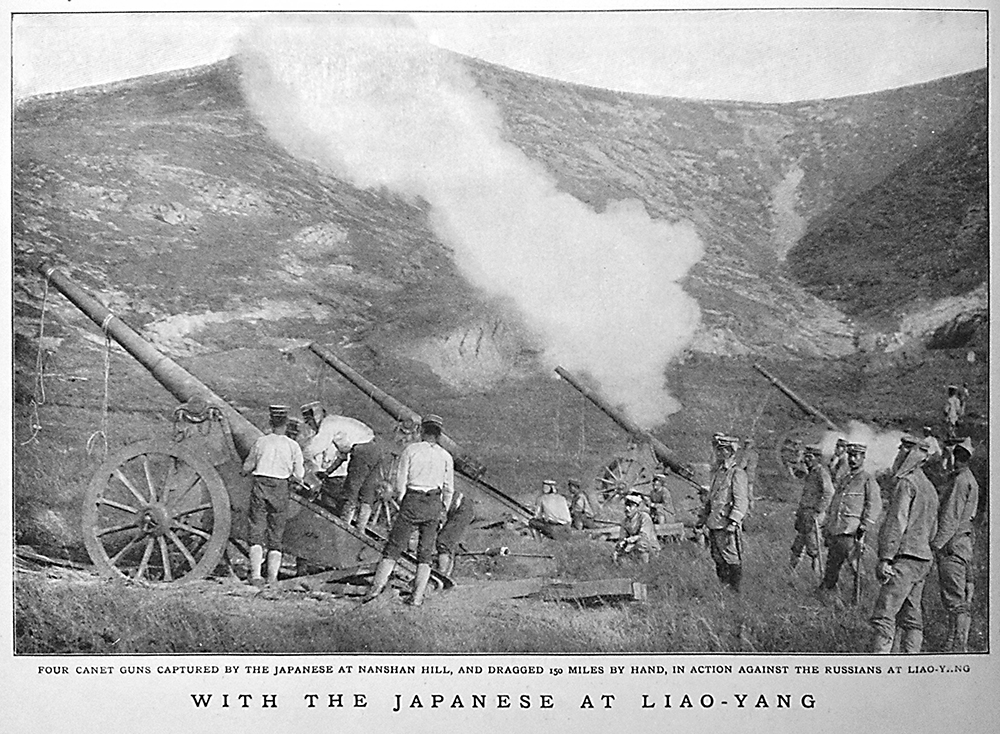
Von den Japanern bei der Schlacht am Nanshan eroberte 42-Linien-Geschütze werden gegen ihre ehemaligen Besitzer bei der Schlacht von Liaoyang eingesetzt

### Russisch-Japanischer Krieg
Unter anderem wurde das 42-Linien-Belagerungsgeschütz M1877 im Russisch-Japanischen Krieg eingesetzt, wie zum Beispiel in der Schlacht am Nanshan. Die Japaner konnten die Schlacht für sich entscheiden und erbeuteten zahlreiche 42-Linien-Belagerungsgeschütze, die sie später aus Mangel an eigenen Geschützen mit größerem Kaliber unmittelbar gegen die russischen Truppen einsetzten.

### Erster Weltkrieg
Während des Ersten Weltkrieges gehörten die Geschütze zum Bestand der zaristischen Armee und wurden von dieser eingesetzt. Das Deutsche Heer konnte dabei etliche 42-Linien-Geschütze erbeuten und stellte mit diesen neun Landwehr-Bataillone der Fußartillerie, verteilt auf 22 Batterien, auf. Das 1910 vom Fürstentum zum Königreich aufgewertete Montenegro hatte aus dem zaristischen Russland einige 42-Linien-Belagerungsgeschütze erhalten, welche beim Feldzug Österreich-Ungarns im Januar 1916 und der nachfolgenden Besetzung in deren Bestand geraten sein dürften.

### Finnischer Bürgerkrieg
Nachdem das Zarenreich durch den Sieg deutscher Truppen gespalten war und Finnland die Unabhängigkeit erlangen konnte, kam es in dem ehemals russischen Gebiet zu einem Bürgerkrieg, bei dem die Waffen der ehemals zaristischen Garnisonen, also auch die 42-Linien-Geschütze, zum Einsatz kamen. Dieses Geschütz blieben in Finnland sogar bis zum Zweiten Weltkrieg hinein im Einsatz.

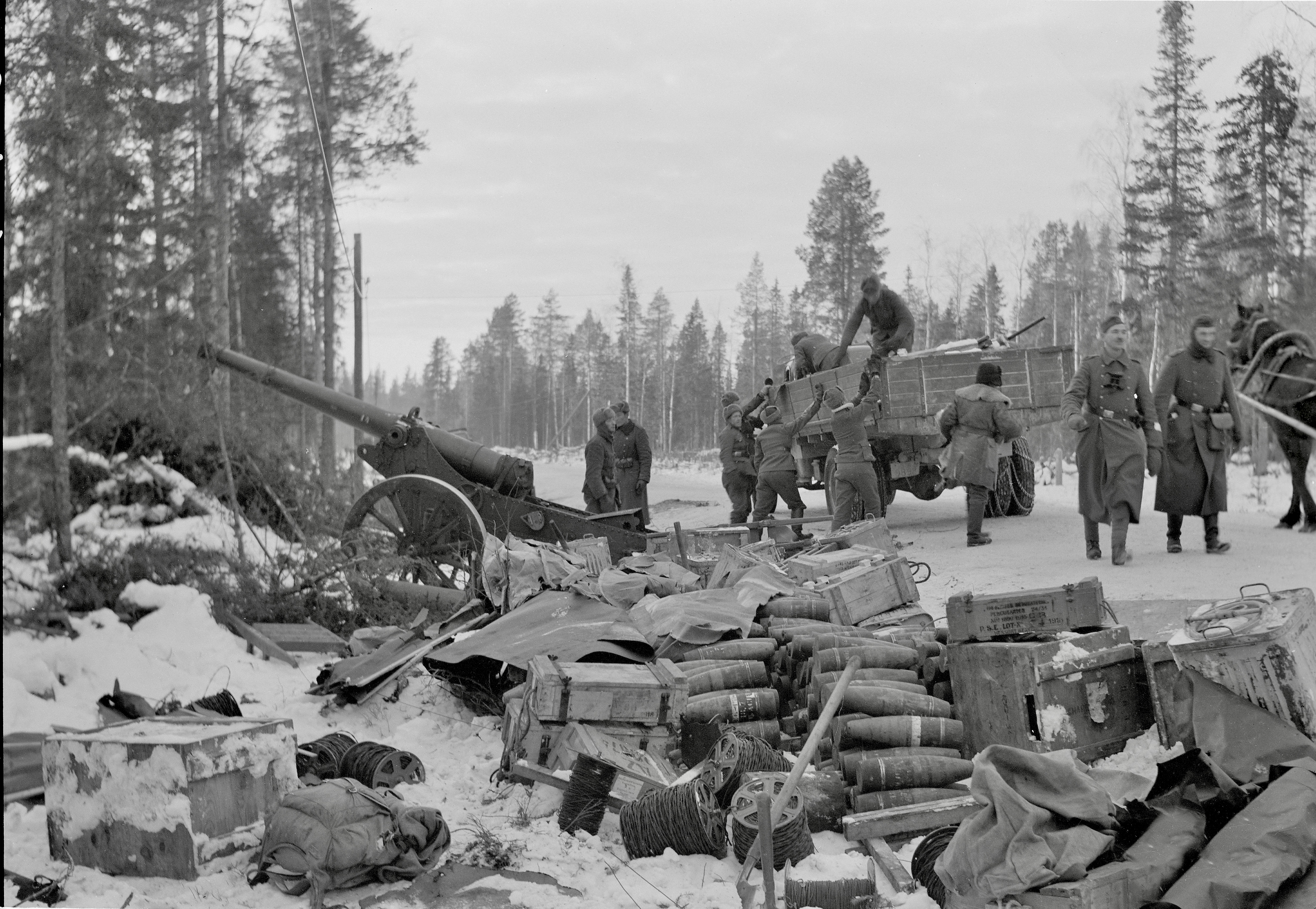
Erbeutetes sowjetisches Material im November 1941 östlich Kestenga

### Russischer Bürgerkrieg
In den Kämpfen zwischen den bolschewistischen und zaristischen Kräften wurde von beiden Seiten alles vorhandene und greifbare Kriegsmaterial eingesetzt.

### Zweiter Weltkrieg
Aus finnischen Quellen ist  vorgeblich der Einsatz im Zweiten Weltkrieg belegt. Möglicherweise handelt es sich jedoch um Fotografien aus dem Sowjetisch-Finnischen Winterkrieg 1940.